# تفنگ برتیه
تفنگ برتیه و کارابین برتیه خانواده‌ای از تفنگ‌های نظامی فرانسوی بود که از دهه ۱۸۹۰ و در جنگ جهانی اول تا آغاز جنگ جهانی دوم به کار می‌رفت و سلاح انفرادی اصلی نیروهای مسلح فرانسه بود.
فشنگ آن لبل ۸ میلیمتر بود که در شانه‌های سه تیری در خزانه تفنگ گذاشته می‌شد.
نمونه‌هایی از این تفنگ در عکس‌های مجاهدان دوره جنبش مشروطه ایران دیده می‌شود. این تفنگ در ایران به سه تیر فرانسوی و در بین ترک زبانان به «آینالی اوچ‌تیر» (به معنی سه تیر آیینه ای ) معروف بود. علت شهرت آن به آینه‌ای روکش مرمی فشنگ‌های آن بود که به جای مس یا برنج از فولاد نرم براق پوشیده بود.